# 普乐郡
普乐郡，中国南北朝时设置的郡。
北魏置，治所在回乐县（今宁夏回族自治区吴忠市北）。辖境约今宁夏回族自治区青铜峡、吴忠、灵武等市一带。隋朝开皇三年（583年）废。